# Paul Delbart

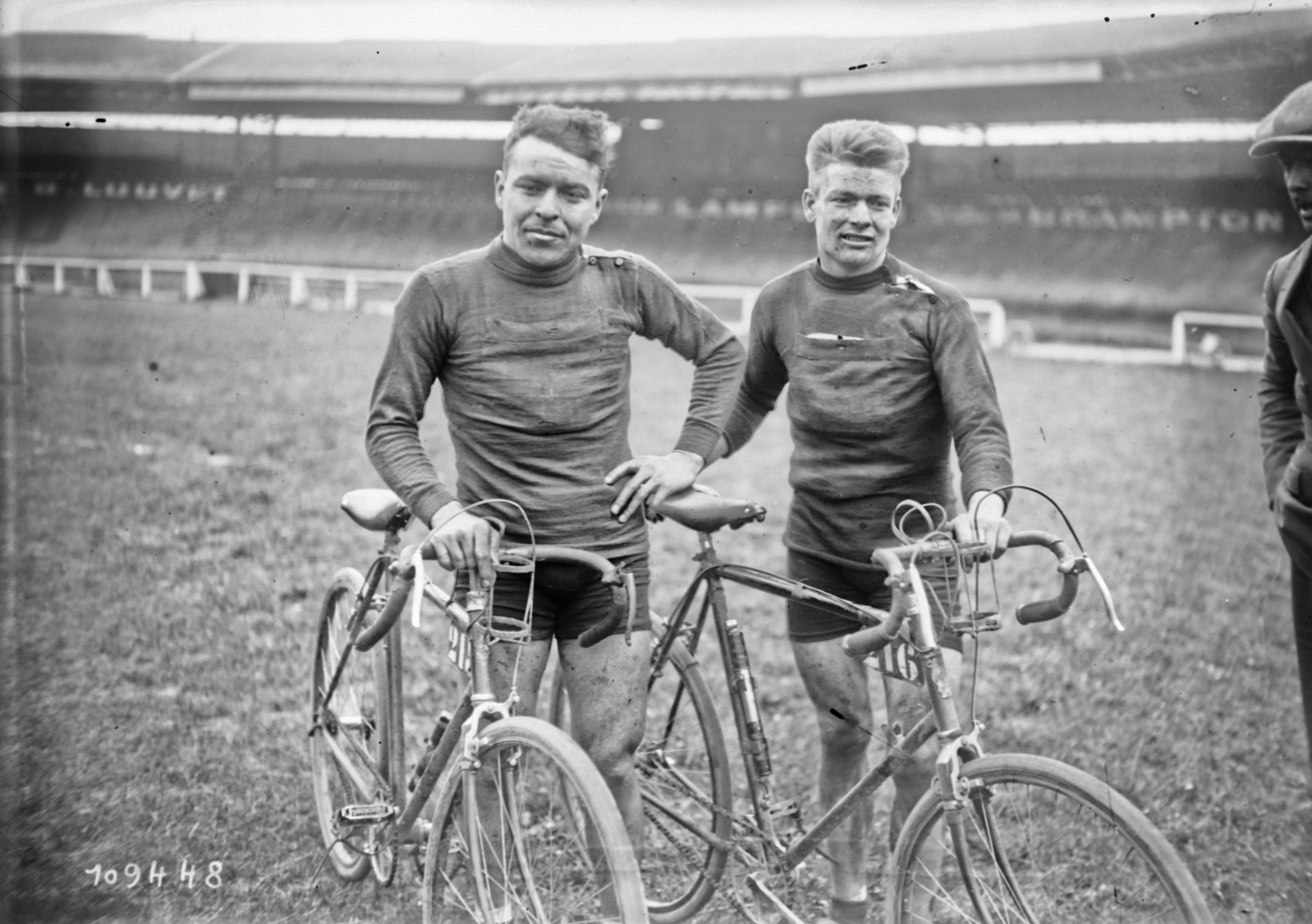
Louis Gras (links) und Paul Delbart (1926)

Paul Delbart (* 16. Juli 1901 in Clary; † 30. April 1958 in Saint-Quentin) war ein französischer Radrennfahrer.

## Sportliche Laufbahn
Delbart war im Straßenradsport aktiv. Die Tour de France fuhr er dreimal. 1928 wurde er 33., 1929 44. und 1930 44. der Gesamtwertung. Er startete in der Klasse der „Touristes-Routiers“, deren Fahrer ohne jede Unterstützung durch ein Radsportteam auskommen musste. Auch das Radmaterial, die Verpflegung und Übernachtungen musste Delbart selbst organisieren. Nachdem er die Rundfahrt beendet hatte, wurde er mit seinem Landsmann Hector Denis in seiner Heimatstadt Saint-Quentin von der Bevölkerung und dem Bürgermeister empfangen und gefeiert.
Unter dem Namen „Au Tour de France“ eröffnete er in seiner Heimatstadt ein Fahrradgeschäft.